# Felix Baldauf
Felix Baldauf (ur. 22 października 1994 roku) – norweski zapaśnik walczący w stylu klasycznym. Zajął dziesiąte miejsce na mistrzostwach świata w 2023. Mistrz Europy w 2017; piąty w 2022. Brązowy medalista igrzysk europejskich w 2019 i piętnasty w 2015. Wicemistrz nordycki w 2012, 2014 i 2019. 
Trzeci na MŚ juniorów w 2014. Mistrz Europy juniorów w 2014, drugi w 2012. Trzeci na ME U-23 w 2015 roku.